# 마쓰다이라 다다나오 (1651년)
마쓰다이라 다다나오(일본어: 松平忠尚, 1651년 ~ 1726년 3월 2일)는 시라카와 신덴 번의 번주이자 고리 번의 초대 번주이다. 오쿠다이라 마쓰다이라 가 다다나오 파의 초대 당주이다. 어릴적 이름은 겐지로(源次郎)이며, 초명은 노리모리(乗守)
이다. 관위는 종5위하이며, 구나이쇼호(宮内少輔), 구나이타이호(宮内大輔)를 거쳤다.
다테바야시번 세자 마쓰다이라 노리히사의 장남로 태어났다. 시라카와번 번주 마쓰다이라 다다히로의 자식들이 대부분 요절하고 그나마 있는 장남도 건강이 좋지 않자, 다다히로의 둘째 딸 나가후쿠히메(長福姫)와 결혼하여 후사가 없을 경우에 대비한 사위 양자가 되었다. 이때 이름을 다다나오로 개명하였다. 그러나 집안 내의 평판도 좋지 않았고, 둘 사이에 태어난 아들 노리요시가 일찍 사망한 데에다 아내마저 곧 세상을 뜨고 말았다. 게다가 적손 다다마사가 태어나면서 양자로서의 의미도 없어지고 다다히로와 소원해졌다. 결국 이로 인해 가문의 후계자를 둘러싸고 집안 분쟁까지 일어났으며, 쇼군 도쿠가와 쓰나요시는 다다나오를 시라카와 번의 세자 자리에서 물러나게 한 다음, 1688년, 시라카와 신덴 번 2만 석 영지를 떼어 분봉해주었다. 1700년, 무쓰 고오리번으로 이봉되었다. 1719년, 양자인 마쓰다이라 다다아키라에게 번주직을 양위하고 은거하였다. 1726년, 76세의 나이로 병사하였다.
|  | 시라카와 신덴 번 번주 (오쿠다이라 마쓰다이라 가문) 1688년 ~ 1700년 | 후임 마쓰다이라 지카키요 |